# Renato Vega Alvarado
Renato Vega Alvarado (San Miguel de Allende, Guanajuato, 19 de enero de 1937 - Culiacán, Sinaloa, 25 de marzo de 2009) fue un ingeniero agrónomo y político mexicano, miembro del Partido Revolucionario Institucional, fue gobernador de Sinaloa de 1993 a 1998.
Renato Vega Alvarado fue hijo del General Renato Vega Amador y nació en la ciudad de San Miguel de Allende, Guanajuato, por hallarse su padre destinado a esa población en su servicio en el Ejército Mexicano; retornó a Sinaloa, donde cursó su educación primaria, secundaria y preparatoria, graduándose posteriormente como Ingeniero Agrónomo por la Escuela Superior de Agricultura Hermanos Escobar en Ciudad Juárez, Chihuahua.
En 1965 es nombrado gerente del Banco Nacional de Crédito Ejidal, primero en Los Mochis y posteriormente en Culiacán, en 1970 fue elegido diputado federal a la XLVIII Legislatura para el periodo que concluía en 1973, solicitó licencia a ese cargo en 1971 al ser nombrado oficial mayor del Departamento del Distrito Federal por el entonces regente, Octavio Sentíes Gómez; posteriormente ocupó los cargos de secretario general del PRI en el Distrito Federal, delegado del partido en San Luis Potosí, Yucatán y Jalisco, director de Servicios Migratorios de la Secretaría de Gobernación y subdirector de banca de fomento en el Banco Nacional de Obras y Servicios Públicos (BANOBRAS). En 1985 fue elegido por segunda ocasión diputado federal a la LIII Legislatura, solicitó licencia a ese cargo al ser designado en 1987 subsecretario en la Secretaría de la Reforma Agraria, puesto en el que fue ratificado al iniciar el gobierno de Carlos Salinas de Gortari en 1988 y al que renunció en 1992 al ser postulado como candidato del PRI a Gobernador de Sinaloa.
Fue gobernador de Sinaloa entre el 1 de enero de 1993 y el 31 de diciembre de 1998, al término de su periodo se retiró de la actividad política; falleció en Culiacán el día 25 de marzo de 2009.